# Kanton Marcigny
Kanton Marcigny (francouzsky Canton de Marcigny) je francouzský kanton v departementu Saône-et-Loire v regionu Burgundsko. Tvoří ho 12 obcí.

## Obce kantonu
- Anzy-le-Duc
- Artaix
- Baugy
- Bourg-le-Comte
- Céron
- Chambilly
- Chenay-le-Châtel
- Marcigny
- Melay
- Montceaux-l'Étoile
- Saint-Martin-du-Lac
- Vindecy